# جانان (قوچان)
جانان، روستایی است از توابع بخش مرکزی شهرستان قوچان در استان خراسان رضوی ایران.
که در قدیم به نام شهر جام یعنی شهر ثروت معروف بود.

## جمعیت
این روستا در دهستان شیرین دره قرار داشته و بر اساس سرشماری سال ۱۳۸۵ جمعیت آن ۱۳۴ نفر (۳۳ خانوار)
بوده است.